# Rozsomák (filmkarakter)
Rozsomák, vagy korábbi magyar fordításban Farkas vagy igazi nevén James Howlett, egy kitalált szereplő a 20th Century Fox X-Men filmjeiben, az azonos nevű Marvel Comics-karakter alapján. 

## A szereplő története

### A kezdetek
James Howlett 1832-ben született Kanadában. Mutáns ereje felébred, amikor 13 évesen leszúrja családja állítókertészét, amiért megölte apját. James megszökik, amikor rájön, hogy a kertész valójában a biológiai apja, és látja anyja szemében az undort, amiért James megölte őt. Féltestvérével, Victor Creeddel, Howlett a következő évszázadot számos háborúban, köztük a második világháborúban harcolva tölti. Miközben 1945-ben egy japán hadifogolytáborban tartották, megmenti Ichirō Yashida japán tiszt életét a Nagaszaki bombázásától. 1962-ben Charles Xavier és Erik Lehnsherr megkeresi Logant, akik mutánsokat toboroznak, de Howlett csak annyit válaszol: "Go fuck yourself".
A vietnámi háború alatt Creed megöl egy felettes tisztet, amiért megakadályozta, hogy Creed megerőszakoljon egy vietnámi nőt. Howlett megvédi Creedet, amikor látja, hogy dühös kanadai katonák veszik körül, és mindkettőjüket kivégzésre ítélik, de túlélik és bebörtönzik. A háború után Howlett tagja lesz egy különleges kommandócsapatnak, az X-csapatnak, amelyet William Stryker ezredes vezet, és benne van Creed és Wade Wilson is. Howlett távozik, mert a csoport semmibe veszi az emberi életet. Új életet kezd Kanadában "James Logan" néven Kayla Silverfoxszal. 1979-ben Logan múltja utoléri, amikor Stryker az X-fegyver projekthez rendeli, amelyben adamantiumot oltottak a csontjaiba. „Rozsomák” nevet kapva Logan Creeddel együtt harcol és megöli Wilsont, akit Weapon XI-ként neveztek el. Stryker agyonlövi Logant egy adamantium golyóval, mielőtt letartóztatják. Bár Logan túléli, az emlékezete elveszik, és egyetlen emléke van a régi életéből: a "LOGAN" feliratú medálja.

### Az X-Men tagja
A 2000-es években Logan amatőr ketreces harcos az albertai Laughlin Cityben. Logan ott találkozik Marie "Vadóc" D'Ancantoval, egy mutáns tinédzserlánnyal, aki megszökött otthonról. Az úton megtámadja őket Victor Creed, akit ma Kardfogú néven ismernek, és Magneto csatlósa. Xavier két tanítványa – Küklopsz és Vihar – megérkezik, és megmentik őket. Logant és Vadócot Xavier mutánsiskolájába viszik Westchester megyében, New York államban. Xavier elmondja Logannek, hogy úgy tűnik, Magneto érdeklődött iránta, és megkéri, hogy maradjon, amíg Xavier mutánscsapata, az X-Men nyomoz utána. Vadóc beiratkozik az iskolába, és meglátogatja Logant, miközben rémálma van. Megijedt, véletlenül megszúrja, de a nő képes magába szívni gyógyító képességét, hogy felépüljön. Az eseménytől megzavarva Vadóc elhagyja az iskolát, Logan pedig a vonaton találja, és ráveszi, hogy térjen vissza. Mielőtt elmennének, Magneto megérkezik, kiüti Logant, és leigázza Vadócot, és kiderül, hogy Vadóc volt az, akit Logan helyett akar. Logan és a többi X-Men megtudja, hogy Magneto egy gépet tervez a közeli Ellis-szigeten egy csúcstalálkozón találkozó világvezetők "mutálására", megméretteti a Szabadság-szobrot, megküzdve és legyőzve a Mutánsok Testvériségét, Logan pedig ledobja Kardfogút az óceánba. Miután segített megállítani Magneto tervét, Logant X professzor egy elhagyatott katonai bázisra irányítja a Sós-tó körül, amely információkat tartalmazhat a múltjáról, és elviszi Küklopsz motorját.
Hat nappal később Logan visszatér X professzor mutánsiskolájába, ahol találkozik Strykerrel, ami után ő és az X-Men Magnetóval és Mystique-kal összefognak, hogy megállítsák őt. A Strykerrel és Halálcsapással való összecsapás során Logan visszanyeri emlékezetének egy részét, de úgy dönt, hogy az X-Men mellett marad Stryker kifogásai miatt, míg Stryker meghal, amikor az Sós-tói bázisa elárasztja, miután kárt szenvedett.
Néhány évvel később Xavier elküldi Logant és Vihart, hogy vizsgálják ki Scott Summers Sós-tónál való eltűnését, de csak telekinetikusan lebegő köveket, Summers szemüvegét és egy eszméletlen Jeant találnak. Xavier elmagyarázza Logannek, hogy amikor Jean feláldozta magát, hogy megmentse őket, kiszabadította a Főnixet, egy sötét és rendkívül erős alternatív személyiséget, akit Xavier telepatikusan elnyomott. Logan utálkozik, amikor tudomást szerzett Jean elméjének e pszichikai manipulálásáról. Amikor felébred, agresszíven csábítani kezdi, de ezt a viselkedést Főnixként jegyzi meg. Logan rájön, hogy ő ölte meg Summerst, és nem az a Jean Gray, akit valaha ismert. Jean megöli Xaviert, és csatlakozik Magnetohoz, aki azt tervezi, hogy a hozzá hű mutánsok megrohanják a Worthington Labs Alcatrazban található létesítményét, hogy elpusztítsák a mutánsok állítólagos "gyógyszerét". Logan, Vihar és Bestia vezeti a megmaradt X-Meneket a támadás leküzdésében, és Logan Kolosszussal rádobja Magnetóra, hogy elég hosszú ideig elvonja a figyelmét ahhoz, hogy Hank McCoy beadja Magnetónak a "gyógyszert", és ezzel semmissé teszi az erejét. Megérkezik a hadsereg erősítése, és rálőnek Jeanre, ahogy Logan megnyugtatta. A Főnix felébreszti a támadást, szétzilálja a csapatokat, és elkezdi elpusztítani Alcatraz-szigetet és bárkit, aki a hatalma körébe tartozik. Logan rájön, hogy csak ő tudja megállítani a Főnixet gyógyító faktora és adamantium csontváza miatt. Amikor Logan közeledik hozzá, Jean egy pillanatra átveszi az irányítást, és könyörög neki, hogy ölje meg őt és mindenki mást. Logan halálosan leszúrja Jeant, megölve a Főnixet, de gyászolja a halálát.

### Számüzetésben
Évekkel később a bűntudatos Logan elszigetelten él a Yukonban. Yukio, egy mutáns, aki képes előre látni az emberek halálát, megtalálja, akit egy idős Ichirō Yashida küldte, aki vissza akarja fizetni Logannek a második világháború alatti megmentéséért, de Logan nem hajlandó gyógyító erejét átvinni Yashida-ba. Yukio mellett ez egy sor eseményhez vezet, ahol Rozsomák megvédi Ichirō unokáját, Mariko Yashida-t Ichirō fiától, Shingen Yashidától. Az események során Logan gyógyító ereje megsérül, adamantium karmai elszakadnak, és végre el tudja engedni Jean halála miatti bűntudatát. Miután két évvel később végül visszatért az Egyesült Államokba, Logan azon kapja magát, hogy megkereste őt Magneto és egy feltámadt X professzor, miközben megtudja, hogy az összes mutánst fenyegeti a jövő.

### A szörnyű jövő és a múlt megváltoztatása
2023-ra a világot az Őrszemek irányítják, ahol Rozsomák összeállt a túlélő mutánsokkal és az X-Menekkel. Logan gondolatai visszakerülnek az időben az 1973-as énjébe, hogy segítsen az ifjabb Charlesnak és Lehnsherrnek, valamint Hank McCoynak, elrettentse Mystique-ot Bolivar Trask meggyilkolásától, megakadályozva ezzel az apokaliptikus jövő bekövetkeztétől. Amint a küldetése teljesített, az eredeti idővonal törlődik.

### Újra X-fegyver és egy jobb 2023
Az új idővonalon, bár Mystique megmentette 1973-ban, Logant végül Stryker elfogja, adamantium csontvázat kap, és brutális mentális kondicionálásnak vetik alá, így inkább elvadult, mint ember. Amikor 1983-ban az X-Men egy részét elfogják Stryker emberei, Jean, Scott és Árnyék behatol Stryker bázisára, és egy ketrecet találnak. Jean érzékeli a belső emberi elmét, és elengedi, hogy segítsen. Miután átszakítja Stryker erőit, a három mutáns rátalál, és Jean telepatikusan helyreállítja Logan emberi emlékeit, mielőtt egy kis oldalsó kijáraton át a hóba rohan.
Miután sikeresen megváltoztatta az 1973-at, az eredeti idővonal Loganjának tudata felébred testében egy új 2023-ban, de nem emlékszik az új idővonalra. Örül, hogy életben láthatja Jeant és Scottot, hiszen soha nem haltak meg. Az elmúlt 40 évben Logan csatlakozott az X-Menhez, és végül történelemtanár lett a Xavier mutánsiskolájában.

### Az X-Men bukása és halála
Néhány évvel később Logan gyógyító faktora leromlik, aminek következtében végül túlhaladta a korát, és végső adamantiummérgezést szenved. 2028-ra Xaviernél Alzheimer-kór alakul ki, és véletlenül több száz embert, köztük több X-Men-t is megölt egy roham által kiváltott pszichés rohamban Westchester megyében. Logan a Caliban segítségét kéri, hogy segítsen gondoskodni Xavierről. Ő és Caliban elviszi Xaviert egy mexikói helyre, az Egyesült Államok határához közel, hogy a következő évben gondoskodjanak róla, miközben pénzt próbálnak gyűjteni egy Sunseeker jacht vásárlására, hogy kettejük békében élhessen tovább.
2029-ben Logan születési nevén sofőrként tölti napjait, és vényköteles gyógyszereket keres az Egyesült Államok és Mexikó határán. Ő és Caliban egy elhagyott olvasztóüzemben élnek a határ túloldalán Mexikóban, és a szenilis Xavierről gondoskodnak. A Transigen egykori ápolónője, Gabriela Lopez megbízza őt, hogy kísérje el a 11 éves Laurát egy észak-dakotai „Eden” nevű helyre. Logan, Charles és Laura megszökik Transigen Donald Pierce vezette vadászai elől, és rájönnek, hogy Laura Logan lánya, aki a DNS-éből származik. Miután menedéket fogadott a Munson családtól, akik segítettek az autópályán, Xavier-t megöli egy elvadult Rozsomák klón, ahonnan Logan és Laura megszöknek, és eltemetik Xavier holttestét egy tó közelében.
Végül Logan és Laura megérkezik Edenbe, egy biztonságos menedékbe, amelyet Rictor és egykori Transigen tesztalanyok vezetnek. Ott Logan megtudja, hogy a gyerekek nyolc mérföldes utat tesznek meg az erdőn át a kanadai-amerikai határig, és Laurát bízza meg, hogy vezesse, mielőtt egyedül indulna el. Ám amikor a gyerekeket megtalálják és elfogják, Logan egy Rictor által biztosított mutáns szérumot használ, hogy helyreállítsa erejét és gyógyító tényezőjét. Találkozik Zander Rice-szal, aki megöli a mutáns vírus alkotóját. Annak ellenére, hogy Rice-t és Pierce-t megölték, Logan nem párja a klónjának, aki egy fán keresztül lökteti Logant, miközben a gyógyító faktora eltűnt. Laura fejbe lövi a klónt egy adamantium golyóval, amit Logan éveken át magánál tartott. Logan azt mondja Laurának, hogy ne legyen az a fegyver, aminek megalkották, és miután könnyek között elismeri őt az apjának, békésen meghal a karjaiban. Laura és a gyerekek eltemetik, mielőtt folytatnák az utat a határon. Laura az oldalára helyezi a keresztet a sírjára, hogy egy "X"-et hozzon létre, amellyel az X-Men utolsójaként tiszteli őt.

### Öröksége
Később kiderül, hogy Logan volt a Föld-10005 „horgonylénye”, ami egy, az idővonal szempontjából rendkívül fontos entitás. Miután Logan 2029-ben meghal, az univerzum destabilizálódni kezd. Erre felfigyel Paradox, a Téridő Variancia Alapítvány (TVA) ügynöke, aki úgy dönt, hogy a Föld-10005-ön beveti az „Időhasítót”, egy olyan gépet, amely kegyetlenül megöli az idővonalakat. Az új idősíkbeli Wade Wilson, hogy megmentse a saját valóságát, 2035-be utazik, hogy átkutassa Logan sírját a túlélés jelei után, de csak az adamantium csontváz maradványait találja meg, amivel a TVA erői ellen harcol.

## Alternatív variánsai

### Deadpool & Rozsomák

#### Az X-Men halála
Valamikor a múltjában Logan ezen változatának felajánlották, hogy csatlakozzon az X-Menhez, de elutasította őket. Végül vonakodva szövetkezett velük. Míg a csapatban volt, kapta a sárga-kék egyenruhát, de nem volt hajlandó felvenni, mert szerinte nevetségesen nézett ki. Egy éjszaka, amikor Logan egy bárban tivornyázott, az X-Meneket megölte egy csapat mutánsvadász ember. Az esetet követően depresszióba esett, mert úgy gondolta, hogy cserbenhagyta új családját. Logan megvadult, és válogatás nélkül sok embert megölt, feltehetően a csapattagjai gyilkosainak életét követelve, de ártatlan civilek életét is. Tettei az X-Men örökségének meggyalázásához vezettek, és ahhoz, hogy Logant a multiverzum legrosszabb Rozsomákjának tartják. A tettei miatt megszégyenült Logan úgy döntött, hogy emléket állít az X-Men-eknek azzal, hogy mindig a sárga-kék egyenruhát viseli, még a normál ruhák alatt is. Napjait depresszióval és ivással tölti.

#### Összefogás Deadpoollal
Wade Wilson a Föld-10005-ről egy Rozsomák-változatot keres, hogy helyettesítse az eredeti változatot az idővonalából, remélve, hogy megállíthatja annak összeomlását. Belép Logan valóságába, és megkéri, hogy jöjjön vissza vele a Téridő Variancia Alapítvány (TVA) főhadiszállására. Logan visszautasítja, ami arra készteti Wilsont, hogy erőszakkal elvigye őt. Amikor megérkeznek, a TVA ügynöke, Paradox elmagyarázza, hogy egy új Logan megszerzése nem fogja megállítani Wilson univerzumának romlását, miközben azt is elárulja, hogy ez a Logan milyen státuszban van az ő univerzumában. Paradox ezután Wilson és Logan megmetszi, és a Verembe küldi őket. Ők ketten harcolnak, mielőtt őket, valamint Johnny Stormot elfogják Cassandra Nova, Charles Xavier ikertestvérének erői. Miután Nova bemutatja Wilsonnak az emberek elméjének manipulálására való képességét, ő és Logan megszöknek a rejtekhelyéről, és kapcsolatba kerülnek „Nicepool”-al, Wilson egyik változatával, aki autót ad nekik, hogy a határvidékre utazzanak, és találkozzanak a „Többiek” nevű ellenállás tagjaival, akik Nova erői ellen harcolnak. Logan abban a hitben volt, hogy Wilson rá tudja venni a TVA-t, hogy megjavítsa a világát, és miután rájön, hogy hazudik, megküzd vele az autóban. Végül mindketten elájulnak, és az ellenállás tagja, Laura a határvidékre viszi őket.
Logan az ellenállás bázisán ébred fel, és elkezdi kifosztani az alkoholraktárat. Amikor Wilson felébred, találkoznak a Többiekkel: Elektra Natchios, Penge, Gambit és Laura. A Többiek össze akarnak fogni Wilsonnal és Logannal, hogy harcoljanak Nova ellen, de Logan nem hajlandó együttműködni. Végül azonban megenyhül, miután Laura-val beszélget arról, hogy az ő univerzumában nem tudta megmenteni az X-Meneket. Wilson, Logan és az ellenállás elindul, hogy szembeszálljanak Novával, aki mentálisan cselekvésképtelenné teszi Logant, de Wilson ráhelyezi Buldózer sisakját, hogy blokkolja az erejét. Logan meggyőzi Wilsont, hogy vegye le a sisakot, cserébe Nova egy Stephen Strange egyik változatától megszerzett hevedergyűrűvel egy portált nyit vissza a Föld-10005-re, amin Logan és Wilson átugrik.
Megérkezésük után Logan és Wilson rájönnek, hogy Paradox azt tervezi, hogy a felettesétől, B-15-től kapott engedély nélkül Wilson idővonalán használja az „Időhasítót”, egy általa kifejlesztett eszközt, amellyel kegyetlenül megölheti az idősíkokat. Nova tudomást szerez ezekről a tervekről, és megérkezik, hogy az Időhasítóval elpusztítsa az összes idősíkot. Logan és Wilson megküzd a Deadpool Alakulattal, a Deadpool-variánsokból álló hadsereggel, akik leállnak, miután Wilson barátja, Peter megjelenik, hogy segítsen. Paradox elmondja nekik, hogy az Időhasító energiaáramlását életük árán is meg lehet szakítani. A testüket vezetőként használva Logan és Wilson megölik Novát és elpusztítják az Időhasítót, míg B-15 letartóztatja Paradoxot. Mivel Logan és Wilson együtt csinálják ezt, túlélhetik, és Wilson idővonala regenerálódik.
Logan engedélyt kap, hogy a Föld-10005-ön maradjon, de ehelyett megkéri B-15-öt, hogy változtassa meg a múltját. B-15 elmagyarázza neki, hogy a múltja tette őt azzá a lénnyé, akire szükség van az idővonal megmentéséhez, és nincs szükség arra, hogy megváltoztassa. Logan a visszavonulás mellett dönt, Wilson pedig elviszi őt és Laurát a barátaival találkozni, ahol Wilson arra biztatja, hogy béküljön ki volt barátnőjével, Vanessa Carlysle-lal.